# Geninho
Geninho, właśc. Eugênio Machado Souto (ur. 15 maja 1948 w Ribeirão Preto) – brazylijski piłkarz, grający na pozycji bramkarza, trener piłkarski.

## Kariera piłkarska

### Kariera klubowa
W 1966 rozpoczął karierę piłkarską w Botafogo (SP). Potem występował w klubach Francana, São Bento, Paulista, Caxias, Vitória i Novo Hamburgo, gdzie zakończył karierę w 1984 roku.

## Kariera trenerska
Karierę szkoleniowca rozpoczął w 1984 roku. Trenował kluby Novo Hamburgo, Francana, Botafogo (SP), Santos FC, Vitória de Guimarães, Sãocarlense, Portuguesa, Al-Shabab, Fortaleza, União São João, Vitória, Ponte Preta, EC Juventude, Guarani FC, EC Bahia, Matonense, Ituano, Paraná Clube, Athletico Paranaense, Atlético Mineiro, Corinthians Paulista, CR Vasco da Gama, Al-Ahli, Goiás EC, Sport, Nàutico, Atlético Goianiense, Comercial, Portuguesa, São Caetano i Avaí FC.

## Sukcesy i odznaczenia

### Sukcesy trenerskie
Santos
- zdobywca Copa Pelé: 1987
- mistrz Jogos Abertos do Interior: 1986

Vitória de Guimarães
- zdobywca Supertaça Cândido de Oliveira: 1988
- zdobywca Taça da Amizade: 1988
- mistrz Torneio Póvoa de Varzim: 1988

Sãocarlense
- mistrz Campeonato Paulista - Divisão Especial: 1990 (acesso)

Al-Shabab
- mistrz Arabii Saudyjskiej: 1992-93
- zdobywca King Cup of Champions: 1993
- zdobywca Crown Prince Cup: 1993

Paraná Clube
- zdobywca Copa João Havelange - Módulo Amarelo: 2000

Athletico Paranaense
- mistrz Campeonato Brasileiro Série A: 2001
- mistrz Campeonato Paranaense: 2009

Corinthians
- mistrz Campeonato Paulista: 2003

Vasco da Gama
- zdobywca Taça Rio: 2004

Goiás
- mistrz Campeonato Goiano: 2006

Atlético Mineiro
- zdobywca Taça Clássico dos 200 Anos: 2008

Atlético Goianiense
- mistrz Campeonato Goiano: 2010